# Všenárodní koalice
Všenárodní koalice je označení používané pro vládní koalice v Československu do roku 1926. Označení všenárodní vzniklo z toho, že se jedná o seskupení pěti původních československých stran z různých částí politického spektra. Pro lepší fungování tohoto uskupení byl Antonínem Švehlou vytvořen společný orgán, tzv. Pětka. V Pětce byli zastoupeni představitelé jednotlivých stran, zde se odehrávala všechna politická jednání, což zajišťovalo hladký průběh hlasování ve vládě i v parlamentu.
Do Všenárodní koalice patřily strany tzv. Hradního bloku:
- Republikánská strana zemědělského a malorolnického lidu
- Československá sociálně demokratická strana dělnická
- Československá strana národně socialistická
- Československá strana lidová
- Československá národní demokracie